# ۹۵۷ (میلادی)
۹۵۷ (میلادی) نهصد و پنجاه و هفتمین سال تقویم میلادی است.

## رویدادها
اروپا
۶ سپتامبر - Liudolf، بزرگ‌ترین پسر پادشاه اتو I، براثر تبی شدید در نزدیکی Pombia فوت کرد (از یک سم پنهان که به نحوی توسط مأموران Berengar II اداره می‌شود). ارتش‌های آلمان به خانه بازمی‌گردند و Berengar of را در اختیار ایتالیا می‌گذارند. Liudolf پسر ۳ ساله‌اش اوتو را به عهده دارد که توسط پدربزرگ خود اوتو به عنوان دوک بعدی of و باواریا بزرگ خواهد شد.
«ویلفرد دوم»، کنت of از کاخ بارسلون، توسط vassals شورشی کشته شد. برادرش Sunifred دوم جانشین او شده‌است.
انگلستان
Mercia و Northumbria در برابر شاه Eadwig شورش کردند و وفاداری خود را به برادرش، ادگار، تغییر دادند. نجبای انگلستان (در حمایت از کلیسا) موافقت کردند که پادشاهی را در امتداد رود تمز، با Eadwig وسکس و کنت در جنوب و ادگار در شمال تقسیم کنند. مشاوران ادگار Dunstan را از فلاندر به یاد می‌آورند (۹۵۶ را ببینید).
ژاپن
دوره Tenryaku دوران سلطنت امپراتور Murakami پایان می‌یابد. دوره Tentoku آغاز می‌شود (تا ۹۶۱).
از روی موضوع
دین
الگااف، حاکم و نیابت سلطنت Kievan روس، به کلیسای ارتدوکس شرقی، از شرک (تاریخ تقریبی) تبدیل شد.
صومعه Longquan در چین در طول سلسله Liao تأسیس شده‌است.
Birt